# Touro (Vila Nova de Paiva)
Touro ist ein Ort und eine Gemeinde im Norden Portugals.

## Geschichte
Die ältesten archäologischen Funde der Gemeinde sind steinerne Grabstätten aus dem 7. bis 10. Jahrhundert n. Chr.
Von 1514 bis 1836, also den Verwaltungsreformen unter König D.Manuel I. bis zu den Gebietsreformen nach der Liberalen Revolution 1822, war Touro eine Gemeinde des Kreises Vila Cova à Coelheira. Seit dessen Auflösung 1836 gehört Touro zum Kreis Vila Nova de Paiva.

## Verwaltung
Touro ist Sitz einer gleichnamigen Gemeinde (Freguesia) im Kreis (Concelho) von Vila Nova de Paiva, im Distrikt Viseu. In ihr leben 819 Einwohner auf einer Fläche von 50 km² (Stand 19. April 2021).
Folgende Ortschaften liegen im Gemeindegebiet:
- Adomingueiros
- Avesseira
- Cerdeira
- Laje Gorda
- Póvoa
- Touro
- Viduinho

## Söhne und Töchter der Gemeinde
- Cláudio Ramos (* 1991), Fußballtorwart
- Alberto Cosme do Amaral (1916–2005), Bischof von Leiria-Fátima